# Викуп (фільм, 1956)
«Викуп» (англ. Ransom!) — кримінальна драма яка показує реакцію батьків, поліції та суспільства на викрадення людей. Автори Річард Мейбаум та Сіріл Х'юм.

## Сюжет
Юного Енді Стеннарда викрала зі школи жінка, переодягнена медсестрою. Його збентежені батьки , Дейв та Едіт , повідомляють поліцію.
Дейв Стеннард — багатий керівник. Він готується заплатити викуп у розмірі 500 000 $, який зажадали викрадачі. Але начальник поліції Джим Бекетт і газетний репортер Чарлі Телфер кажуть йому, що шанси на те, що його сина повернуть, не великі.
Дейв вирішує помститися викрадачам. Він з'являється на телебачення, відмовляючись заплатити, якщо його сина не повернуть.
Дейва суворо критикує дружина, брат і громадськість за прийняте ним рішення. Його залишають одного, щоб він задумався, що його заява варто такого ризику. Енді (Боббі Кларк) повертається до свого батька Дейва...

## У ролях
| Актор             | Роль                     |
| ----------------- | ------------------------ |
| Гленн Форд        | Дейв Стеннард            |
| Донна Рід         | Едіт Стеннард            |
| Леслі Нільсен     | Чарлі Телфер             |
| Хуан Ернандес     | Чепмен                   |
| Роберт Кіт        | Начальник поліції Бекетт |
| Річард Гейнс      | Лендлі                   |
| Мейбл Альбертсон  | Місіс Патрідж            |
| Александр Скоєрбі | доктор Горман            |
| Боббі Кларк       | Енді Стеннард            |
| Ейнслі Прайор     | Ал Станнард              |
| Марта Лорі        | Елізабет Стеннард        |
| Роберт Бертон     | Шериф Кессінг            |
| Хуаніта Мур       | Ширлі Лорейн             |